# Complejo educativo de Éibar
El Complejo Educativo de Éibar es un conjunto de elementos educativos ubicados en la ciudad guipuzcoana de Éibar en el País Vasco en España. Formó parte de la Universidad Laboral de Éibar, inaugurada en 12 de octubre de 1968 y formada por un centro de educación secundaria, bachillerato y formación profesional, una escuela de ingeniería y una residencia de estudiantes, junto a una serie de servicios que completaban las instalaciones. Está formado por UNI EIBAR-ERMUA es un centro de enseñanza de Formación Profesional denominado "Uni Eibar-Ermua" y el Centro residencial.
Las universidades laborales dependían del Ministerio de Trabajo como entidades de previsión social a cargo de las Mutualidades Laborales. Su promotor fue José Antonio Girón de Velasco, por lo que nacieron a partir de fundamentos ideológicos falangistas, que se asentaron en su etapa de consolidación (1955-1962) y luego irían atenuándose progresivamente durante su etapa de expansión (1962-1978). Por último, durante la etapa de extinción (1979-1981) se reconvertirían en "Centros de Enseñanzas Integradas", y sus edificios y cometidos fueron absorbidos por el Ministerio de Educación y Ciencia. En Eibar, tras su integración en la estructura del departamento de educación del gobierno vasco, la escuela de ingeniería técnica industrial, denominada Escuela de Ingeniería de Gipuzkoa - Sección Eibar, pasó a depender de la  Universidad del País Vasco, en concreto del campus de gipuzkoa, mientras que la parte de educación secundaria junto con los servicios residenciales y complementarios (hosteleros, culturares y deportivos) conformaron el Complejo Educativo de Éibar.

## Historia
El día 12 de octubre de 1968 dio comienzo el curso en el nuevo Centro Técnico Laboral de Eibar que formaba parte del un proyecto de implantación de Universidades Laborales desarrollado por el ministerio de trabajo del gobierno español en pleno periodo del régimen franquista que tenía como objetivo la construcción de una red de centros de educación integral, desde los cursos de educación básica hasta los de ingeniería técnica,  destinados a los hijos de los obreros españoles. Estos centros, que normalmente solían integrar en uno mismo complejo varios niveles educativos, solían tener el grueso de su alumnado en régimen de internado, aunque mantenían algunas plazas para alumnos locales.
La Universidad Laboral de Éibar fue proyectada en 1967 y fue inaugurada el 17 de diciembre de 1968 con la presencia del ministro de Trabajo, Jesús Romeo. Su curso inicial comenzó con 244 alumnos de los cuales solamente  36 eran de la provincia de Guipúzcoa. Fue el centro número 11 del sistema de universidades laborales y el primero ubicado en el País Vasco.
El complejo educativo eibarrés tenía una capacidad de 1 100 alumnos, 900 de ellos en régimen de internado, para ello se contaba con tres colegios, el Gorbea, Jaizkibel y Urkiola, y 200 plazas para alumnos de la zona. En sus inicios se impartían estudios de Bachillerato, Bachillerato Técnico Superior (Especialidad de Electrónica), Electrónica e Ingeniería Técnica en las especialidades de Máquinas Eléctricas y Electrónica Industrial y el Curso Preparatorio para los estudios de Ingeniería Técnica. A lo largo de los años, fue incorporando las enseñanzas de Bachillerato y varias especialidades de Formación Profesional.
En un principio los estudios de ingeniería técnica dependían de la Escuela Universitaria de Ingeniería Técnica de San Sebastián pasando a depender de la Universidad de Valladolid poco después hasta la creación e la universidad del País Vasco y su vinculación con ella. En 1988 la Escuela Universitaria de Ingeniería Técnica Industrial  adquiere entidad propia y comienza a  converger hacia su integración con la UPV que se produciría en 1994, mientras que la parte de educación secundaria y las residencia quedan dependientes, directamente del departamento e educación del gobierno vasco.

## Los edificios
La ubicación del complejo educativo se realizó en  en la ladera del Monte Olarrea en el límite de Eibar con Ermua junto a la carretera general N-634. El proyecto, realizado por el arquitecto Álvaro Líbano Pérez-Ulibarri en 1967, se realizó en dos fases. La primera constaba de tres edificios, uno de ellos de ocho alturas destinado a aulas y laboratorios con una capacidad para un millar de alumnos, otro formado por tres hexágonos tangentes, destinado a comedor y servicios con capacidad de 1100 personas y un tercero destinado a talleres. La segunda fase estaría constituida por una residencia para 320 alumnos, formada por tres edificios, y una amplia zona deportiva.
Se realizó un importante estudio sobre la idea de conjunto con la relación de cada pieza con las demás y el entorno manteniendo una especial atención al espacio común circundante y los recorridos de circulación. Destaca la introducción de nuevas geometrías, como la hexagonal, que ya había sido ensayada en los comedores de Babcock & Wilcox de Retuerto.

## Centro de enseñanza de Formación Profesional UNI EIBAR-ERMUA
El centro de Formación Profesional UNI EIBAR-ERMUA ofrece cuatro especialidades diferentes; Comercio y Marketing, Informática y Comunicaciones, Administración y Gestión y Actividades Físicas y Deportivas. Está dentro del Modelo Europeo de Gestión de la EFQM y el sistema de aseguramiento de la calidad basado en la Norma UNE-EN ISO 9.001:2015. Tiene instaurad a la Formación Profesional Dual que combina los procesos de aprendizaje en la empresa y en el centro mediante la coparticipación de centros de formación y empresas así como servicios de orientación laboral, bolsa de trabajo, internacionalización de estudios y de emprendimiento, este último dentro del programa Urratsbat desarrollado por educación del gobierno vasco.

### Informática y telecomunicaciones
En la especialidad de informática y telecomunicaciones está estructurada en ciclos de Grado Medio, Grado Superior y Especialización en  Informática y Telecomunicaciones.
Grado medio
El grado medio, con titulación de "Técnico de grado medio en sistemas microinformáticos y redes" forma profesionales en la configuración y mantenimiento de ordenadores personales o de empresa así como en el diseño de páginas web, instalación y mantenimiento de redes de ordenadores y sistemas cliente-servidor.
Se imparte en lengua vasca y consta de dos cursos con un total de 1620 horas lectivas y  380 horas de práctica en empresas. 
Grados superiores
Hay tres cursos de grado superior, cada uno de ellos tiene una duración de dos cursos con un total de 1640 horas lectivas y 360 horas de prácticas en empresas.
Grado superior en Administración de Sistemas Informáticos en Red
Se forman profesionales que se encargan de los sistemas informáticos de  empresa, realizando labores de administración de sistema, configuración y mantenimiento de redes de ordenadores, gestión y administración de bases de datos y sistemas clouds. El título obtenido es el "Técnico de grado superior" y se imparte en euskera e inglés.
Grado superior en Desarrollo de Aplicaciones Web
Se forman profesionales en el desarrollo, implantación y mantenimiento  de aplicaciones web programando en idiomas Java, Python, JavaScript, AngularJS, Ionic, CSS, etc. El título obtenido es el "Técnico de grado superior" y se imparte en euskera.
Grado superior en Desarrollo de Aplicaciones Multiplataforma
Se forman profesionales especializados en el desarrollando aplicaciones para web, escritorio y teléfonos móviles usando programación en Java, Visual Studio.net y otros. El título obtenido es el "Técnico de grado superior" y se imparte en euskera e inglés.
Especialización en Ciberseguridad en Entornos de las Tecnologías de la Información
Se ahonda en sistemas de ciberseguridad realizando diagnósticos, identificando vulnerabilidades e implementando las medidas necesarias para atajar las amenazas que se puedan presentar. Se imparte en lengua vasca.

### Comercio
El área de las enseñanzas de comercio consta de dos grados superiores y un grado medio. Todos ellos orientados  a organizar, gestionar y controlar operaciones del transporte de mercancías y de viajeros y actividades relacionadas con la venta y comercialización de productos y servicio. Todos los grados constan de 2 cursos, con 1620 horas lectivas y 380 horas de prácticas en empresas. Se imparten en lengua vasca. 
Grado medio en actividades comerciales
Las competencias que se adquieren en este curso de grado medio en actividades comerciales permiten trabajar en cualquier sector productivo dentro del área de comercialización. Tanto en venta de productos y servicios por  diferentes canales de comercialización como organizar y gestionar el propio comercio y almacén. La titulación obtenida es de Técnico de grado medio.
Grado superior en comercio internacional
En este grado superior se obtienen competencias para desarrollar labores de responsabilidad en la comercialización de productos y servicios en el área internacional de empresas. La titulación obtenida es de Técnico de grado superior.
Grado superior en transporte y logística
La realización de este curso de grado superior permite adquirir conocimientos y competencias destinadas a  planificar, organizar, gestionar y controlar las operaciones del transporte de mercancías y de viajeros tanto en ámbito nacional como internacional. La titulación obtenida es de Técnico de grado superior.

### Administración y Gestión
Dentro de esta área se imparten dos cursos de grado superior y un curso de grado medio. Todos ellos están formado por dos cursos en el que se imparten 1640 horas lectivas y se realizan 360 horas de prácticas en empresas.
Grado medio en gestión administrativa
Tras la realización de este grado medio se obtienen las competencias necesarias para desarrollar  actividades de apoyo administrativo en el ámbito laboral, contable, comercial, financiero y fiscal y atención al cliente. Se imparte en lengua vasca y se obtiene la titulación de grado medio.
Grado superior en administración y finanzas
En este grado superior se obtienen competencias que periten el desarrollo de tareas administrativas en la gestión y el asesoramiento en las áreas laboral, comercial, contable y fiscal de dichas empresas e instituciones. Se imparte en castellano y euskera y se obtiene la titulación de grado superior.
Grado superior en administración y finanzas (oferta parcial)
El curso está conformado por una serie de módulos formativos que complementan las competencias obtenidas en el curso básico de administración y finanzas. Se ofrecen:
- Gestión de la documentación jurídica y empresarial de 100 horas lectivas.
- Simulación empresarial de	120 horas horas lectivas.
- Gestión financiera de	120 horas horas lectivas.
- Proyecto de Administración y Finanzas de	50 horas horas lectivas.
- Formación y Orientación Laboral de	99 horas horas lectivas.
- Formación en centros de trabajo de 360 horas  lectivas.

### Actividades Físicas
Esta especialidad consta de dos cursos de grado superior. Esta orientada a coordinar, desarrollar y evaluar programas de acondicionamiento físico, así como realizar labores de gestión y evaluación de proyectos de animación físico-deportivos recreativos y desarrollar actividades de enseñanza de inclusión socio-deportiva y de tiempo libre. Ambos grados están formados por dos cursos que ocupan 1640 horas lectivas y se realizan 
360 horas de prácticas en empresa.
Grado superior en condicionamiento físico
Este grado superior de condicionamiento físico aporta las competencias necesarias para elabora, coordina, desarrolla y evalúa programas de acondicionamiento físico dinamizando actividades orientadas a mejora de la calidad de vida y de la salud. Se imparte en castellano y la titulación obtenida es de grado superior.
Grado superior en enseñanza y animación sociodeportiva
En este grado superior se obtienen las competencias necesarias para elabora, gestiona y evalúa proyectos de animación fisco-deportivos y recreativos. También se desarrolla la  inclusión socio-deportiva y de tiempo libre.  Los cursos son impartidos en euskera y se obtiene la titulación de grado superior.

### Formación para el empleo
La UNI Eibar-Ermua desarrolla  en colaboración con el servicio de empleo del gobierno vasco  Lanbide un programa de formación para trabajadores empleados y desempleados. Estos cursos están subvencionados por Lanbide y se imparten de lunes a jueves den horario de tarde, de 17:00 horas a 20:00 horas. La duración de cada uno de ellos depende de su programación y finalidad y suele estar comprendida entre 30 y 600 horas. Algunos de los cursos programados son:
- Actividades de venta (Certificado completo)	de  510 horas lectivas.
- Función del mando intermedio en la prevención de riesgos laborales	de 30 horas lectivas.
- Cálculo de las prestaciones de la Seguridad Social	de 30 horas lectivas.
- Técnicas de venta	de 60 horas	 lectivas.
- Elaboración de hojas de cálculo	de 50 horas lectivas.
- Organizar y gestionar eventos, actividades y juegos para animación físico deportiva y recreativa	de 60 horas lectivas.

## Centro Residencial
El Centro Técnico Laboral de Eibar contaba con un complejo residencial constituido por tres edificios en los que había habitaciones compartidas por seis y cuatro alumnos y algunas individuales para casos especiales. A esos edificios se les pusieron nombres de montes de la zona, el más pequeño se le denomino "Jaizkibel", al intermedio "Urkiola" y al mayor de ellos "Gorbea". Los edificios Jaizkibel y Urkiola se destinaron al alojamiento de los alumnos de formación profesional, mientras que el Gorbea fue destinado al alojamiento de los alumnos de ingeniería. Junto a ellos había un conjunto de servicios, comedores, cafetería, solón de actos con escenario equipado para representaciones escénicas y cine, gimnasios, pistas polideportivas, enfermería, bibliotecas, salas de juego...  Tras la desaparición de las universidades laborales y su paso al departamento de educación del gobierno vasco, todas estas instalaciones pasaron a depender del mismo. El edificio pequeño, el Jaizkibel, se dedicó, tras su reforma, diferentes usos formativos entre los que se instaló la escuela de idiomas de Eibar. Los otros dos,  Urkiola y Gorbea, mantuvieron su uso residencial.  El edificio Urkiola se reformó dotándolo de habitaciones dobles con baño en la propia habitación, el Gorbea se realizaron  habitaciones individuales y dobles con baño y ducha compartido en planta con una capacidad de 20 personas por cada planta.
El centro también dispone de cocinas por planta, salas de estudio, gimnasio, polideportivo, bicicletas, sala de juegos y TV así como servicios de comedor y lavandería.